# Хрустальный переулок
Хруста́льный переу́лок — московская улица в Китай-городе между улицами Ильинкой и Варваркой.

## История
Назван в XIX веке по Хрустальному торговому ряду Гостиного двора. В 1903 году средняя часть Гостиного двора, находящаяся по переулку, была перестроена в духе псевдоклассицизма по проекту архитектора К. К. Гиппиуса.
С конца 2000-х годов переулок закрыт для пешеходного и автомобильного движения из-за масштабной реконструкции зданий Средних торговых рядов. Планируется благоустройство переулка и открытие одностроннего автомобильного движения.

## Описание
Хрустальный переулок начинается от Ильинки напротив Ветошного переулка и проходит на юг параллельно Красной площади до Варварки. Справа находятся Средние торговые ряды, а слева — Старый гостиный двор.

## Здания и сооружения
- № 1 — Старый гостиный двор: «Алмазный двор», агентство «Арлекино».